# عبدالله الکرشمی
عبدالله الکرشمی (عربی: عبدالله كرشمي؛ ۱ ژانویهٔ ۱۹۳۲ – ۲۷ ژوئیهٔ ۲۰۰۷) سیاستمدار اهل یمن بود. وی از ۲ سپتامبر ۱۹۶۹ تا ۵ فوریه ۱۹۷۰ نخست‌وزیر جمهوری عربی یمن بود.
عبدالله الکرشمی در ۲۶ ژوئیه ۲۰۰۷، در سن ۷۵ سالگی در صنعا درگذشت.